# Pai, Verona
Pai este o frazione a comunei Torri del Benaco, din provincia Verona, regiunea Veneto, Italia. Se află pe malul lacului Garda.

## Demografie
Torri del Benaco - evoluția demografică

|  | Graficele sunt indisponibile din cauza unor probleme tehnice. Mai multe informații se găsesc la Phabricator și la wiki-ul MediaWiki. |

Date: Recensăminte sau birourile de statistică - grafică realizată de Wikipedia